# Seigneurie de Châteauguay
Pour les articles homonymes, voir Châteauguay (homonymie).

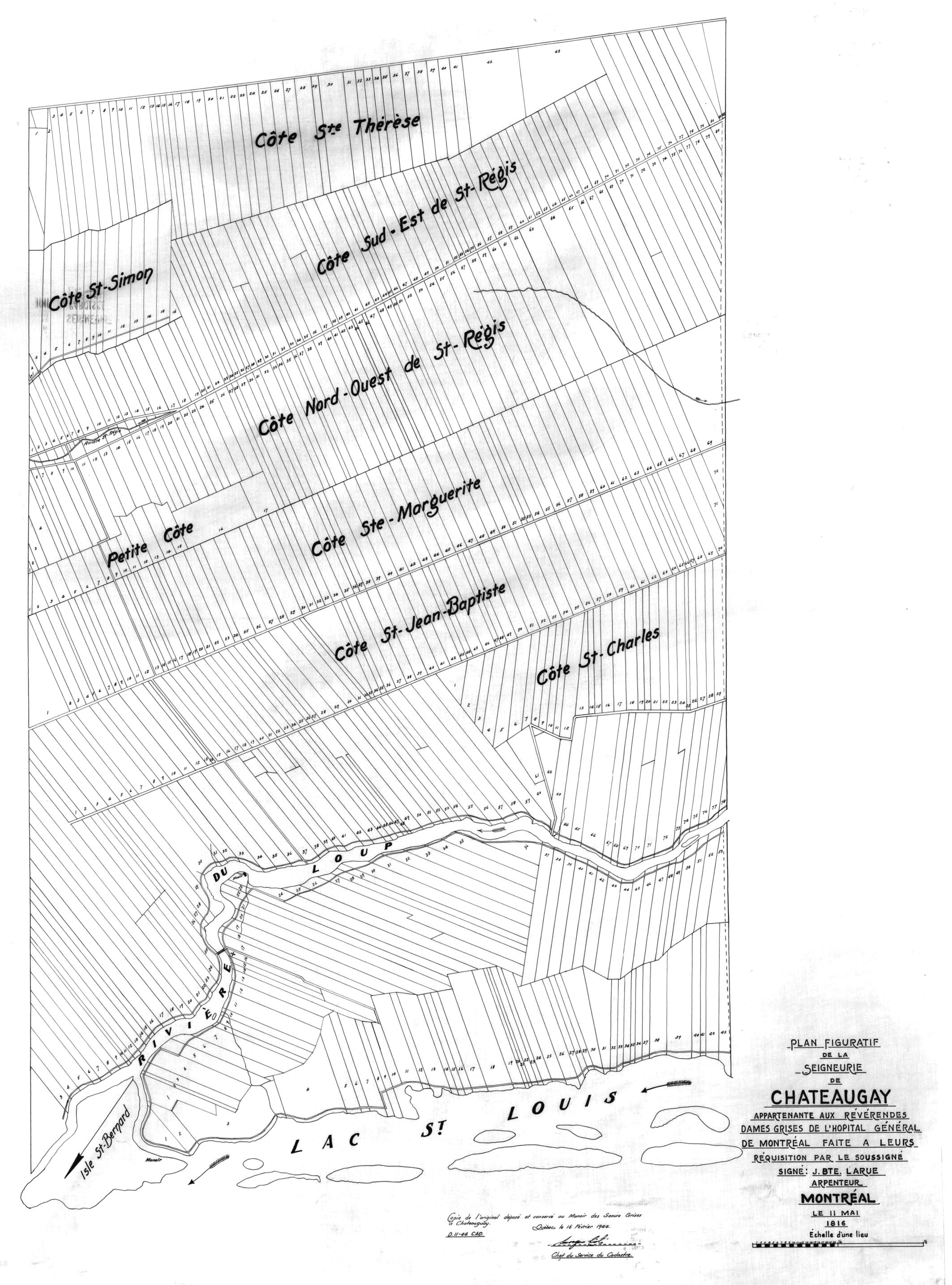
Plan de la seigneurie en 1816

La seigneurie de Châteauguay est une seigneurie créée lors de la colonisation française de la Nouvelle-France en 1663. Son territoire correspond à l’actuelle ville québécoise de Châteauguay et ses environs.

## Géographie
La seigneurie de Châteauguay se trouve dans l’actuelle municipalité régionale de comté de Roussillon au nord de la région du Suroît en Montérégie. Elle est bornée à l'est par la seigneurie du Sault-Saint-Louis, créée plus tard en 1680, au sud-ouest par la seigneurie de Beauharnois, concédée plus tard en 1729, et la seigneurie de La Salle, concédée encore plus tard en 1750. Elle couvre une superficie de deux lieues de front sur deux lieues de profondeur, « à commencer 10 arpents au-dessous de la rivière du Loup, l’actuelle rivière Châteauguay » . Le centre de la seigneurie correspond à l’embouchure de la rivière Châteauguay.

## Toponymie
L'origine du nom de Châteauguay n'est pas clairement établie.
Charles Le Moyne y a établi une seigneurie en 1663, sur la terre de laquelle il aurait fait construire le château de Guay,,, mais l'origine de cette appellation reste obscure. Une autre hypothèse fait état du nom d'un responsable de la construction d’un entrepôt fortifié sur l’île Saint-Bernard par un certain Gay ou Guay, tous deux patronymes bien attestés en France ; cet entrepôt était surnommé « Le Château ».  Une autre hypothèse serait que la terre ait été nommée Châteauguay par un colon originaire de Châteaugay en Auvergne. 
Par contre, il n'est pas possible d'établir de lien direct entre ce nom de Châteauguay et la famille des Le Moyne, car elle n'a aucun rapport connu avec l'Auvergne. En effet, elle semble originaire de Longueil, en lignée maternelle, village situé à une douzaine de kilomètres de Dieppe en Normandie, où Charles Le Moyne a été baptisé. Toujours est-il que ce nom expressif, puisqu'il a le sens de « château gai » a été retenu par Charles Le Moyne, tout comme celui de Longueil (orthographié de manière erronée Longueuil), qui à la différence, ne fait pas sens et est donc un transfert de toponyme purement commémoratif, phénomène fréquent dans la toponymie des Amériques.

## Histoire
En 1673, c'est Louis de Buade de Frontenac, gouverneur de la Nouvelle-France, qui concède à Charles Le Moyne ces terres dans le but d'y établir une seigneurie,. Il fait construire la même année le château de Guay.
Après être passée aux mains de Zacharie Robutel de La Noue en 1706, la seigneurie est achetée par Marguerite d'Youville, des Sœurs de la Charité de Montréal, en 1765. Les Sœurs y font construire un moulin à eau et une boulangerie, en plus de défricher et ensemencer plusieurs arpents de terre, et planter un verger.
En 1734, une première église, dédiée à saint Joachim, est construite en bordure de la rivière Châteauguay. Elle est reconstruite plus grande en 1775.
La seigneurie des Iles-de-la-Paix, auparavant rattachée à la seigneurie de l'Île-Perrot est rattachée à la seigneurie de Châteauguay en 1789.

## Seigneurs, Seigneuresses
| Période   | Seigneur                                                |
| --------- | ------------------------------------------------------- |
| 1673-1685 | Charles Le Moyne                                        |
| 1685-1706 | Catherine Thierry dit Primot et ses dix enfants         |
| 1706-1765 | Zacharie Robutel de La Noue                             |
| 1765-1854 | Marguerite d'Youville / Sœurs de la charité de Montréal |